# Marietta Brew Appiah-Oppong
Pour les articles homonymes, voir Brew.
Marietta Brew Appiah-Oppong est une avocate ghanéenne ainsi qu'une personnalité politique. Elle a été ministre de la justice du Ghana de février 2013 à janvier 2017,.